# 1271 Isergina
1271 Isergina este un asteroid din centura principală, descoperit pe 10 octombrie 1931, de Grigori Neuimin.